# Kanifolnyj (Kraj Krasnojarski)
Kanifolnyj (ros. Канифольный) – osiedle w Rosji, w Kraju Krasnojarskim, w rejonie niżnieingaszskim. W 2010 liczyło 1310 mieszkańców.